# Жезмер Марія Соломонівна
Марія Соломонівна Жезмер (липень 1885 , Бобринець, Херсонська губернія  — 16 вересня 1933 , Київ ) — історик революційного руху на Півдні України на початку ХХ ст., директор Одеського музея Революції.

## Життєпис
Народилася в м. Бобринець у липні 1885 року в родині різноробочого. Через декілька років після народження переїхала з батьками до Одеси. 1907–1911 вчилась на фізматі — Одеських вищих жіночих курсів, але іспит не склала. У 1903–1920 роках викладала у народних школах, заснованих «Обществом распространения просвещения между евреями». З 1910 завідувала вечірньою школою для жінок-робітниць на Молдаванці. 1907–1909 перебувала у лавах РСДРП, а у 1917–1919 — єврейських соціалістичних партіях «Бунді» та «Фербанді». 1919 вступила до лав КП(б)У. З 1920 працювала зав. євсекцією та головою комісії з ліквідації неписьменності в одеському Губнаробразі. У 1922–1924 вчителювала у Свердловську. Після повернення до Одеси працювала в істпарті, була членом комісії зі сприяння істпарту у збиранні матеріалів про участь єврейських робітників у революційному русі на Одещині у рамках гуртка з вивчення історії участі національних меншин у революційному русі в Одесі при істпарті. Не відзначалась науковою плідністю внаслідок захворювання на туберкульоз. Відома лише одна її праця в який, на досить вузькій джерельній базі, висвітлювалися склад та напрямки роботи органу революційної влади в Одесі у 1905. Ця праця за своїм рівнем поступалась аналогічному дослідженню, що опублікував незадовго до неї О. Рябінін-Скляревський. Станом на 1933 рік — директор Одеського музея Революції.
Померла в Києві 16 серпня 1933 року від вади серця.

## Наукові публікації
- Одеська Рада Робітничих депутатів 1905 року. — Одеса, 1931.